# Paleoamblypygi
Paleoamblypygi is een onderorde van de zweepspinnen (Amblypygi). De onderorde bestaat uit 1 nog levende en 5 uitgestorven soorten

## Taxonomie
- Superfamilie Paracharontoidea
  - Familie Paracharontidae
    - Geslacht Paracharon - Hansen, 1921
      - Paracharon caecus - Hansen, 1921

  - Familie incertae sedis
    - Geslacht Britopygus  † - Dunlop & Martill, 2002
      - Britopygus weygoldti  † - Dunlop & Martill, 2002

    - Geslacht Graeophonus  † - Scudder, 1890
      - Graeophonus anglicus  † - Pocock, 1911
      - Graeophonus carbonarius  † - (Scudder, 1876)

    - Geslacht Sorellophrynus  † - Harvey, 2002
      - Sorellophrynus carbonarius  † - Petrunkevitch, 1913

    - Geslacht Thelyphrynus  † - Petrunkevitch, 1913
      - Thelyphrynus elongatus  † - Petrunkevitch, 1913